# Speedway (moto)
Pour l’article homonyme, voir Speedway.
Le speedway est un type de course motocycliste se pratiquant sur un circuit court de forme ovale et sur une piste cendrée.

## Histoire
Les premières courses de moto sur piste de terre battue remontent à 1902 aux États-Unis. C'est pourtant en Europe que ce sport connaît un certain succès, en Grande-Bretagne tout d'abord, où des compétitions ont lieu dès les années 1920.
Les premiers championnats du monde se tiennent à Wembley en 1936. La compétition ne propose alors qu'une version individuelle, la course par équipe étant introduite aux championnats du monde de 1960.
« Speedway » est un terme anglophone utilisé pour décrire un anneau de vitesse.

## Technique
Se pratiquant sur une piste ovale courte en terre battue, la discipline a développé une machine unique, sans frein ni amortisseur et spécialement étudiée pour les virages à gauche. Le sens de la course sur speedway étant toujours anti-horaire, les virages se font uniquement à gauche et se passent en glisse (dérapage), impliquant une adaptation spécifique du matériel. Ces machines sont propulsées par des moteurs monocylindre quatre-temps fonctionnant au méthanol.

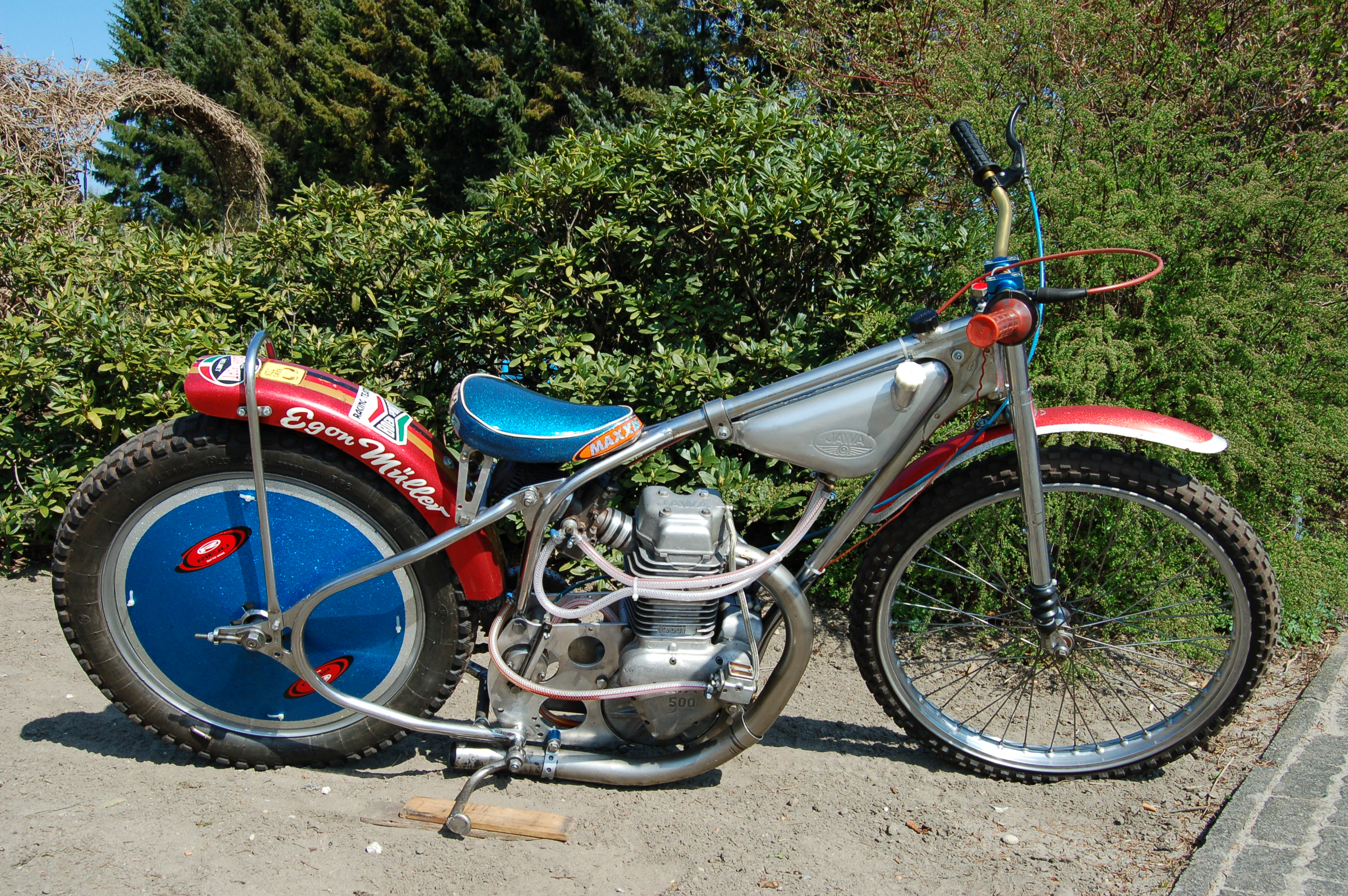
Une machine de speedway Jawa 500 cm3

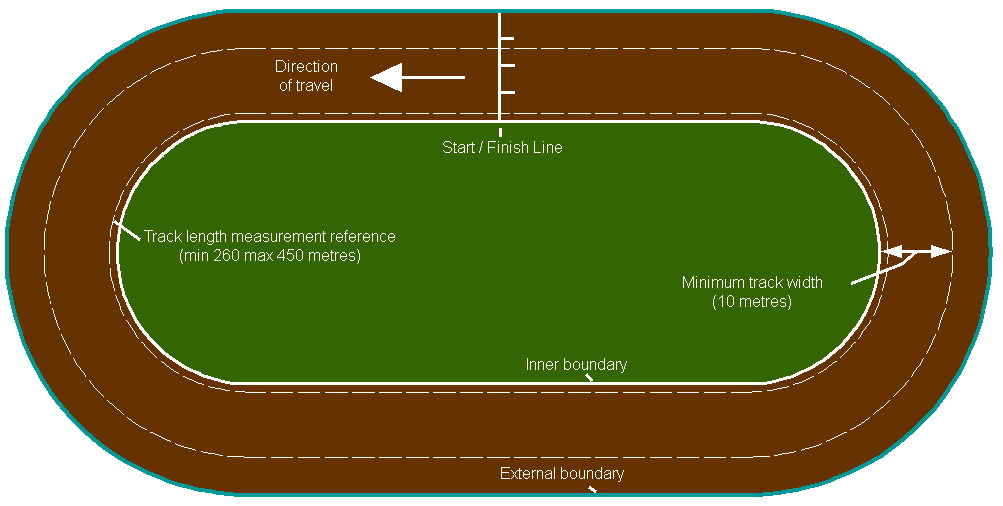
Un circuit « standard »

## Déroulement des épreuves
Les courses se découpent en plusieurs manches de quatre tours où s'opposent quatre pilotes. Par addition des points, les quatre meilleurs pilotes accèdent à la manche finale. Le gagnant est celui qui totalise le plus de points.

## Popularité
Le speedway est très populaire en Pologne, Grande-Bretagne, Russie et dans les pays scandinaves.